# 馬安山駅
馬安山駅（ばあんざんえき、簡体字：马安山站、拼音：Mǎ ān shān zhàn）は、中華人民共和国深圳市宝安区に位置する深圳地下鉄11号線の駅。

## 駅構造
島式ホーム1面2線の地上駅。